# Lista de batalhas navais

## Antiguidade
| Data                  | Batalha          | Local         | Combatente 1 | Combatente 2 | Observações                                                                   |
| --------------------- | ---------------- | ------------- | ------------ | ------------ | ----------------------------------------------------------------------------- |
| c. 1 178 ou 1 175 a.C | Batalha do Delta | Delta do Nilo | Egito Antigo | Povos do Mar | Vitória do Egito, comandado por Ramessés III, repelindo a invasão do inimigo. |

## Século XVI
| Data       | Nome    | Local                       | Combatente 1 | Combatente 2    | Conflito                 | Observações           |
| ---------- | ------- | --------------------------- | ------------ | --------------- | ------------------------ | --------------------- |
| 7-Out-1571 | Lepanto | Golfo de Patras, Mar Jónico | Santa Liga   | Império Otomano | Guerras Turco-Venezianas | Vitória da Liga Santa |

## Século XVIII
| Data           | Nome | Local                   | Combatente 1 | Combatente 2 | Conflito                          | Observações       |
| -------------- | ---- | ----------------------- | ------------ | ------------ | --------------------------------- | ----------------- |
| 1 a 2-Ago-1798 | Nilo | Baia de Aboukir, Egipto | Reino Unido  | França       | Guerras Revolucionárias Francesas | Vitória britânica |

## Século XIX
| Data                   | Nome                        | Local                  | Corpo d'água     | Combatente 1     | Combatente 2     | Conflito             | Observações |
| ---------------------- | --------------------------- | ---------------------- | ---------------- | ---------------- | ---------------- | -------------------- | --- |
| 1 de agosto de 1801    | Ação de 1 de agosto de 1801 | Líbia                  | Mar Mediterrâneo | Líbia otomana    | Estados Unidos   | Guerra de Trípoli    | Vitória americana |
| 22 de junho de 1803    | Ação de 22 de junho de 1803 | Líbia                  | Mar Mediterrâneo | Líbia otomana    | Estados Unidos   | Guerra de Trípoli    | Vitória americana |
| 18 de setembro de 1804 | Batalha de Vizagapatam      | Índia                  | Baía de Bengala  | França           | Reino Unido      | Guerras Napoleônicas | Vitória francesa |
| 5 de outubro de 1804   | Batalha do Cabo Santa Maria | Portugal               | Oceano Atlântico | Espanha          | Reino Unido      | Guerras Napoleônicas | Vitória britânica |
| 22 de julho de 1805    | Batalha do Cabo Finisterra  | Galiza (Espanha)       | Oceano Atlântico | Espanha e França | Reino Unido      | Guerras Napoleônicas | Vitória britânica |
| 21 de Outubro de 1805  | Trafalgar                   | Cabo Trafalgar,espanha | oceano Atlântico | Reino Unido      | França / Espanha | Guerras Napoleônicas | Napoleão perdeu o controle do Atlântico, e não pôde atacar a Grã-Bretanha por não poder transportar o seu exército através do canal da Mancha. |

## Século XX
| Data                   | Nome              | Local       | Combatente 1   | Combatente 2 | Conflito               | Observações       |
| ---------------------- | ----------------- | ----------- | -------------- | ------------ | ---------------------- | ----------------- |
| 4 a 7 de junho de 1942 | Batalha de Midway | Atol Midway | Estados Unidos | Japão        | Segunda Guerra Mundial | Vitória americana |